# Brividi
Brividi (Nederlands: Rillingen) is een single van de Italiaanse muzikanten Mahmood en Blanco. Met dit nummer vertegenwoordigen zij Italië op het Eurovisiesongfestival 2022, dat wordt gehouden in Turijn.
Brividi werd op 2 februari 2022 uitgebracht Island Records en Universal Music als inzending voor het Festival van San Remo 2022, wat Mahmood en Blanco wisten te winnen. Aangezien de winnaar van het San Remofestival ook Italiës inzending voor het Eurovisiesongfestival is, werd Brividi het nummer waarmee Italië vertegenwoordigd wordt. Na het SanRemofestival steeg het succes van het nummer. Het nummer brak het record van meest gestreamde nummer in Italië binnen de 24 uur. Het nummer stond ook even in de top 5 Global Chart van Spotify, en in de top 15 van de globale iTunes chart. 
De videoclip werd opgenomen in Amsterdam en in concertzaal Musis in Arnhem.
In Turijn werd het duo goed onthaald. Tijdens de performance was het gezang van duizenden Italianen hoorbaar. Uiteindelijk scoorde Italië hun vijfde top 10-plek op rij, met een mooie zesde plaats. Ze verkregen een zevende plaats bij de jury's, en een achtste plaats bij de televoting.